# 올린다
올린다(포르투갈어: Olinda)는 브라질 북부 페르남부쿠주에 있는 도시이다. 인구 376,800(2005).
헤시피의 북쪽 해변에 위치한다. 브라질에서는 역사가 깊은 도시로, 포르투갈이 1537년 페르남부쿠 식민지의 중심지로 건설하였다. 그 후 아프리카에서 수입한 흑인 노예의 노동력을 이용한 사탕수수 재배로 크게 번창하였다. 그러나 네덜란드에 수십 년간 점령되면서 그 사이 남쪽에 있는 헤시피가 발전하면서 이 곳은 쇠퇴하였다. 16세기 ~ 17세기에 건립된 포르투갈과 네덜란드 양식의 건물이 많이 남아 있어 시 중심부의 역사지구는 유네스코 지정 세계문화유산으로 등록되었다.